# Магнитосопротивление
Магнитосопротивление (магниторезистивный эффект) — изменение электрического сопротивления материала в магнитном поле. Впервые эффект был обнаружен в 1856 Уильямом Томсоном. В общем случае можно говорить о любом изменении тока через образец при том же приложенном напряжении и изменении магнитного поля. Все вещества в той или иной мере обладают магнитосопротивлением. Для сверхпроводников, способных без сопротивления проводить электрический ток, существует критическое магнитное поле, которое разрушает этот эффект и вещество переходит в нормальное состояние, в котором наблюдается сопротивление. В нормальных металлах эффект магнитосопротивления выражен слабее. В полупроводниках относительное изменение сопротивления может быть в 100—10 000 раз больше, чем в металлах.
Магнитосопротивление вещества зависит и от ориентации образца относительно магнитного поля. Это связано с тем, что магнитное поле не изменяет проекцию скорости частиц на направление магнитного поля, но благодаря силе Лоренца закручивает траектории в плоскости, перпендикулярной магнитному полю. Это объясняет, почему поперечное поле оказывает более сильное влияние на сопротивление, чем продольное. Здесь[где?] речь пойдёт в основном о поперечном магнитосопротивлении двумерных систем, когда магнитное поле ориентировано перпендикулярно к плоскости движения частиц.
На основе магниторезистивного эффекта создают датчики магнитного поля.

## Качественное объяснение эффекта
Качественно понять это явление можно, если рассмотреть траектории положительно заряженных частиц (например, дырок) в магнитном поле. Пусть через образец проходит ток {\displaystyle j} вдоль оси X. Частицы обладают тепловой скоростью или, если дырочный газ вырожден, то средняя скорость частиц равна фермиевской скорости (скорости частиц на уровне Ферми), которые должны быть много больше скорости их направленного движения (дрейфа). Без магнитного поля носители заряда движутся прямолинейно между двумя столкновениями.
Во внешнем магнитном поле {\displaystyle B} (перпендикулярном току) траектория будет представлять собой в неограниченном образце участок циклоиды длиной {\displaystyle l} (длина свободного пробега), и за время свободного пробега (время между двумя столкновениями) вдоль поля {\displaystyle E} частица пройдет путь меньший, чем {\displaystyle l}, а именно
{\displaystyle l_{x}\approx l\cos \phi \approx l(1-{\frac {\mu ^{2}B^{2}}{2}}).\qquad (1.1)}
Поскольку за время свободного пробега {\displaystyle \tau } частица проходит меньший путь вдоль поля {\displaystyle E}, то это равносильно уменьшению дрейфовой скорости, или подвижности, а тем самым и проводимости дырочного газа, то есть сопротивление должно возрастать. Разницу между сопротивлением при конечном магнитном поле и сопротивлением в отсутствие магнитного поля принято называть магнитосопротивлением.
Также удобно рассматривать не изменение полного сопротивления, а локальную характеристику проводника — удельное сопротивление в магнитном поле ρ(B) и без магнитного поля ρ(0). При учете статистического разброса времен (и длин) свободного пробега, получим
{\displaystyle \Delta \rho (B)=\rho (B)-\rho (0)=\rho (0)\mu ^{2}B^{2},\qquad (1.2)}
где {\displaystyle \mu } — подвижность заряженных частиц, а магнитное поле предполагается малым: {\displaystyle \mu B\ll 1}. Это приводит к положительному магнетосопротивлению. В трёхмерных ограниченных образцах на боковых гранях возникает разность потенциалов благодаря эффекту Холла, в результате чего носители заряда движутся прямолинейно, поэтому магнитосопротивление с этой точки зрения должно отсутствовать. На самом деле оно имеет место и в этом случае, поскольку холлово поле компенсирует действие магнитного поля лишь в среднем, как если бы все носители заряда двигались с одной и той же (дрейфовой) скоростью. Однако скорости электронов могут быть различны, поэтому на частицы, движущиеся со скоростями, большими средней скорости, магнитное поле действует сильнее, чем холлово. Наоборот, более медленные частицы отклоняются под действием превалирующего холлова поля. В результате разброса частиц по скоростям уменьшается вклад в проводимость быстрых и медленных носителей заряда, что приводит к увеличению сопротивления, но в значительно меньшей степени, чем в неограниченном образце.

### Вывод
В модели Друде уравнение для дрейфовой скорости {\displaystyle v_{d}} частицы (для простоты рассмотрим дырку) в электрическом {\displaystyle {\vec {E}}} и магнитных полях {\displaystyle {\vec {B}}} имеет вид:
{\displaystyle {\frac {m{\vec {v}}_{d}}{\tau }}=e\left({\vec {E}}+[{\vec {v}}_{d}\times {\vec {B}}]\right),\qquad (2.1)}
где m — эффективная масса дырки, e — элементарный заряд, τ — время релаксации по импульсам (время между столкновениями, когда происходит существенное изменение импульса). Решение этого уравнения можно искать в виде суммы трёх векторов, которые определяют базис трёхмерного пространства.
{\displaystyle {\vec {v}}_{d}=a_{1}{\vec {E}}+a_{2}{\vec {B}}+a_{3}[{\vec {E}}\times {\vec {B}}].\qquad (2.2)}
Здесь {\displaystyle a_{i}} — искомые коэффициенты. Если подставить это выражение в исходное (2.1) получим
{\displaystyle a_{1}{\vec {E}}+a_{2}{\vec {B}}+a_{3}[{\vec {E}}\times {\vec {B}}]={\frac {e\tau }{m}}\left({\vec {E}}+\left[\left(a_{1}{\vec {E}}+a_{2}{\vec {B}}+a_{3}[{\vec {E}}\times {\vec {B}}]\right)\times {\vec {B}}\right]\right).\qquad (2.3)}
Используя формулу двойного векторного произведения
{\displaystyle [{\vec {E}}\times {\vec {B}}]\times {\vec {B}}=-[{\vec {B}}\times [{\vec {E}}\times {\vec {B}}]]=-{\vec {E}}B^{2}+{\vec {B}}({\vec {B}}\cdot {\vec {E}}),\qquad (2.4)}
приведём выражение (2.3) к следующему виду:
{\displaystyle (a_{1}-\mu +a_{3}\mu B^{2}){\vec {E}}+(a_{2}-a_{3}\mu ({\vec {B}}\cdot {\vec {E}})){\vec {B}}+(a_{3}-\mu a_{1})[{\vec {E}}\times {\vec {B}}]=0,\qquad (2.5)}
собрав коэффициенты при базисных векторах. Приравняв коэффициенты при базисных векторах нулю найдём значения
{\displaystyle a_{1}={\frac {\mu }{1+(\mu B)^{2}}},\qquad (2.6)}
{\displaystyle a_{2}={\frac {\mu ^{3}({\vec {B}}\cdot {\vec {E}})}{1+(\mu B)^{2}}},\qquad (2.7)}
{\displaystyle a_{3}={\frac {\mu ^{2}}{1+(\mu B)^{2}}}.\qquad (2.8)}
Ток и дрейфовая скорость связана соотношением
{\displaystyle {\vec {\jmath }}=ne{\vec {v}}_{d}.\qquad (2.9)}
где n — концентрация электронов участвующих в проводимости. Выразим проводимость через подвижность {\displaystyle \mu ={\frac {e\tau }{m}}}
{\displaystyle \sigma _{0}=ne\mu .\qquad (2.10)}
Теперь, зная дрейфовую скорость, запишем общее выражение для плотности тока
{\displaystyle {\vec {\jmath }}={\frac {\sigma _{0}}{1+(\mu B)^{2}}}{\vec {E}}+{\frac {\sigma _{0}(\mu {\vec {B}}\cdot {\vec {E}})}{1+(\mu B)^{2}}}\mu {\vec {B}}+{\frac {\sigma _{0}}{1+(\mu B)^{2}}}[{\vec {E}}\times \mu {\vec {B}}].\qquad (2.11)}

## Двумерный электронный газ
В ограниченном образце с двумерным электронным газом в поперечном магнитном поле холловское поле компенсирует действие магнитного поля, когда выполняются следующие условия:
- Двумерный электронный газ вырожден, то есть температура достаточно низка по сравнению с энергией Ферми и нет энергетического разброса носителей, то есть они обладают одинаковой фермиевской скоростью.
- Существует только один тип носителей, поскольку холловское поле не может скомпенсировать дрейф носителей с разными подвижностями или зарядом. Система также должна быть однородна по распределению концентрации носителей, поскольку разная концентрация соответствует различным энергиям и скоростям частиц.
- Поле не может быть квантующим, то есть когда наблюдается эффект Шубникова — де Гааза.
- Эффект магнитосопротивления оказывается чувствительным к форме образца. Длина образца прямоугольной формы должна быть много больше его ширины, поскольку вблизи токовых контактов наблюдается искажение линий токов. Соответственно все измерения должны производиться в четырёхконтактной схеме при постоянном токе.
- Ещё одно ограничение существует на размер образца. Он должен быть макроскопическим. Транспорт в нём должен быть диффузионным и длина фазовой когерентности (длина сбоя фазы) должна быть много меньше размера образца.

Собственно говоря, выполнение этих условий является необходимым условием отсутствия положительного магнитосопротивления. Но существуют эффекты как классические, так и квантовые (слабая локализация) и многочастичные (электрон-электронные взаимодействия в Ферми жидкости), которые могут приводить к магнитосопротивлению в двумерной системе.
Неограниченный образец можно моделировать в виде диска (диск Корбино). Так как ток имеет радиальный характер, то отклонение носителей заряда под действием магнитного поля происходит в перпендикулярном к радиусу направлении, поэтому не происходит разделения и накопления зарядов, и поле Холла не возникает. В геометрии диска Корбино эффект магнитосопротивления максимален.
Если магнитное поле направлено вдоль тока j, то в этом случае изменения сопротивления не должно было бы быть. Однако в ряде веществ магнитосопротивление наблюдается, что объясняется сложной формой поверхности Ферми  .

### Тензор проводимости
Выражение (2.11) существенно упрощается, если рассматривать двумерный дырочный газ (в плоскости XY) помещённый в поперечное магнитное поле. То есть магнитное поле направлено по оси Z
{\displaystyle {\vec {B}}=(0,0,B_{z})\qquad (3.1)}
и магнитное поле и электрическое ортогональны между собой
{\displaystyle ({\vec {B}}\cdot {\vec {E}})=0.\qquad (3.2)}
Тогда выражение (2.11) записанное в матричной форме примет вид
{\displaystyle \left({\begin{array}{c}j_{x}\\j_{y}\\\end{array}}\right)=\sigma \left({\begin{array}{c}E_{x}\\E_{y}\\\end{array}}\right)={\frac {\sigma _{0}}{1+(\mu B_{z})^{2}}}\left({\begin{array}{cc}1&\mu B_{z}\\-\mu B_{z}&1\\\end{array}}\right)\left({\begin{array}{c}E_{x}\\E_{y}\\\end{array}}\right),\qquad (3.3)}
где тензор σ называют тензором проводимости двумерного дырочного газа в магнитном поле.
Если рассмотреть достаточно длинный образец прямоугольной формы, такой, что линии тока вдали от контактов параллельны боковым сторонам образца, то в этой системе отсутствует ток jy. Можно записать связь между компонентами электрического поля (Ey называют холловским полем)
{\displaystyle E_{y}=\mu B_{z}E_{x},\qquad (3.4)}
которая приводит к выражению для тока jx
{\displaystyle j_{x}=\sigma _{0}E_{x},\qquad (3.5)}
не зависящему от магнитного поля, то есть к отсутствию магнитосопротивления.
Обратная матрица к матрице проводимости называется тензором сопротивлений
{\displaystyle \rho =\sigma ^{-1},\qquad (3.4)}
и в общем случае для обращения нужно использовать формулы
{\displaystyle \rho _{xx}={\frac {\sigma _{xx}}{\sigma _{xx}^{2}+\sigma _{xy}^{2}}},\qquad (3.5)}
{\displaystyle \rho _{xy}=-{\frac {\sigma _{xy}}{\sigma _{xx}^{2}+\sigma _{xy}^{2}}},\qquad (3.6)}
где вместо компонент тензора проводимости следует использовать компоненты в уравнении (3.3) или в явном виде
{\displaystyle \rho ={\frac {1}{\sigma _{0}}}\left({\begin{array}{cc}1&-\mu B_{z}\\\mu B_{z}&1\\\end{array}}\right).\qquad (3.7)}
Для двумерного электронного газа используются формулы (3.3), где изменён знак на противоположный перед подвижностью в тензоре проводимости (или просто транспонированная матрица проводимости).

### Геометрическое магнитосопротивление
Если рассмотреть прямоугольный образец (длиной L и шириной d) с двумерным электронным газом (магнитное поле направлено перпендикулярно плоскости образца), то в образце наблюдается магнитосопротивление связанное с перераспределением токов в магнитном поле:
{\displaystyle {\frac {R(B)-R(0)}{R(0)}}=g\left({\frac {L}{d}}\right)(\mu B_{z})^{2},\qquad (4.1)}
где
{\displaystyle g\left({\frac {L}{d}}\right)={\frac {16}{\pi ^{3}}}{\frac {1}{L/d}}\sum _{k=0}^{\infty }{\frac {\mathrm {th} \left({\frac {\pi }{2}}{\frac {L}{d}}(2k+1)\right)}{(2k+1)^{3}}}.\qquad (4.2)}

## Виды магнетосопротивления
Классификацию магнитосопротивлений производят по знаку изменения сопротивления образца в магнитном поле и по различиям в причинах, обуславливающих спин-зависимое рассеяние носителей тока.

### Отрицательное магнитосопротивление
Среди эффектов, которые приводят к магнетосопротивлению можно выделить слабую локализацию, как наиболее известный эффект приводящий к отрицательному магнитосопротивлению, то есть наблюдается увеличение проводимости при приложении магнитного поля. Это одноэлектронный квантовый интерференционный эффект, приводящий к дополнительному рассеянию носителей, что уменьшает проводимость.

### Анизотропное магнитосопротивление
Особенностью ферромагнитных материалов является зависимость их электрического сопротивления от угла между направлением движения носителей тока и направлением намагниченности в образце вследствие спин-орбитального взаимодействия. Эффект является довольно слабым (изменение сопротивления не превышает нескольких процентов), но тем не менее это позволяло использовать его в датчиках магнитного поля до открытия эффекта гигантского магнитного сопротивления.

### Гигантское магнитосопротивление
Было экспериментально открыто двумя научными группами под руководством Альбера Фера и Петера Грюнберга независимо друг от друга в 1988 году. За открытие эффекта гигантского магнитосопротивления Феру и Грюнбергу была присуждена Нобелевская премия по физике за 2007 год.
Эффект проявляется в многослойных структурах (сверхрешетках), состоящих из чередующихся ферромагнитных и немагнитных слоев. Подбором толщины немагнитного слоя можно достичь того, что основным состоянием будет антипараллельная направленность намагниченности в соседних магнитных слоях (антиферромагнитная структура). Приложением внешнего магнитного поля можно ориентировать намагниченность параллельно во всех слоях. В этом случае часть электронов будет проходить сквозь структуру рассеиваясь очень слабо.

### Колоссальное магнитосопротивление
Под эффектом колоссального магнитосопротивления понимают сильную зависимость электрического сопротивления некоторых манганитах со структурой перовскита. В отличие от эффекта гигантского магнитосопротивления, здесь не требуется многослойных структур.

### Туннельное магнитосопротивление
Туннельное магнитное сопротивление так же, как и гигантское, наблюдается в многослойных структурах ферромагнитных материалов, где в качестве прослойки между ними используется диэлектрик, через который происходит туннелирование электронов при прохождении электрического тока через образец. Эффект был открыт Мишелем Жюльером в 1975 году, однако в то время не привлек к себе внимания, так как проявлялся лишь при гелиевых температурах. В настоящее время, после открытия высокотемпературных материалов, позволяющих его наблюдать, датчики на его основе заменили приборы, использующие гигантское магнитосопротивление.